# 三疊棋
三疊棋（Attangle）是德國人Dieter Stein於2006年推出的兩人棋類，是種疊棋類遊戲。

## 棋具
- 棋盤為4*4*4線交叉的六角棋盤，共37個棋點。

- 棋子為平扁狀，可堆疊其他棋子，以兩色區分敵我，每方各18枚。

## 規則
- 為方便說明，定義以下術語：
  - 棋疊：指堆疊在同一棋位的任何方棋子，層數至少為一，最多到三。操作權屬於頂端棋子的所有者。

- 以棋點為棋位。

- 每方回合有從以下兩種動作選擇之一：
  - 放子：把一枚己棋放在空棋點，但不能放在棋盤中央點。
  - 蓋移：若己方兩座棋疊六方延伸的交叉點有1座敵棋疊，並且這3座棋疊總層數在4以下，則己方兩座棋疊能移往該敵疊棋上面，中間不得穿越其他棋子。移到後，把這座新棋疊頂端一枚己棋移除遊戲，不再使用。

- 先有3座層數為3的棋疊者勝[1]。

## 外部連結
- 遊戲介紹（页面存档备份，存于）
- 遊戲介紹（页面存档备份，存于）
- 線上遊戲（页面存档备份，存于）